# Copesul
A Copesul - Companhia Petroquímica do Sul foi uma empresa do setor petroquímico, localizada no Polo Petroquímico do Sul. Foi uma subsidiária da Petroquisa, empresa ligada à Petrobrás, até a sua privatização em 1992.

## História
Em 1975, foi criado o projeto para a construção de um terceiro polo petroquímico brasileiro no município de Triunfo (RS). Havia a intenção de promover a descentralização industrial do país, além de aproveitar a oferta de matérias-primas existente na Refinaria REFAP. 
Em 1976, foi criada a Copesul - Companhia Petroquímica do Sul, com a missão de construir e operar a central de matérias-primas do Polo Petroquímico do Sul. A companhia tinha como controladores a Petroquisa (subsidiária da Petrobrás) e a Fibase (atual BNDESpar).
A empresa entrou em operação no ano de 1982.
Outras empresas entraram operação no Polo Sul-III Pólo Petroquímico; em 1983 entram em operação as empresas Polisul, Poliolefinas e PPH; e em 1984, Petroqufmica Triunfo e Petroflex-Sul. 
No final da década de 80, houve uma ampliação da Copesul, elevando sua capacidade de produção de 420 mil t/ano de eteno para 600 mil t/ano, ampliando sua participação na capacidade produtiva de petroquímicos básicos do país para 32%.
Até o ano de 1992, os acionistas da Copesul eram a Petroquisa, com 66%, e a BNDESpar, com 33% do capital total. 
Em 15 de fevereiro de 1992, ocorreu o leilão de privatização da Copesul por US$ 797 milhões. Após a venda, os principais controladores da companhia passaram a ser  Petroquisa (15%), Consórcio PPE — Poliolefinas, Polisul e Empetro  (28,8%), Fundo Poolinvest Mútuo de Privatização (4,6 %) e Banco Real (4,5 %). Com isso, a Odebrecht (Poliolefinas) e a Ipiranga (Polisul) tornaram-se indiretamente acionistas da Copesul.
Em 1995, a Odebrecht criou a OPP Petroquímica, a partir da integração entre a Poliolefinas e a PPH.
Em 1997, o capital da Copesul era composto porː Petroquisa (15,0%), a Ipiranga Petroquímica (27,7%), Conepar (4%), OPP Polietilenos (10,8%) e a OPP Petroquímica (16,9%), ambas da Odebrecht. 
Em 2005, a empresa processava principalmente nafta, além de condensado e GLP, para gerar os produtos básicos que alimentam as indústrias de segunda geração da cadeia petroquímica. A Copesul produzia cerca de 40% do eteno consumido no Brasil, com capacidade instalada de 1.135 mil t/ano. Além do eteno, também produzia propeno (581 mil t/ano), butadieno (105 mil t/ano) e aromáticos (431 mil t/ano), entre outros, totalizando cerca de 3 milhões de t/ano de petroquímicos.
Em 2007,  Petrobras, Grupo Ultra e Braskem (sociedade entre Odebrecht e Petrobras) fecharam acordo para adquirir o Grupo Ipiranga, com a divisão dos seus ativos entre as empresas e reestruturações societárias que incluíram a Copesul.
Em 11 de setembro de 2008, a Copesul é incorporada pela Ipiranga Química, a qual foi incorporada no mesmo mês pela Braskem.